# 重要美術品

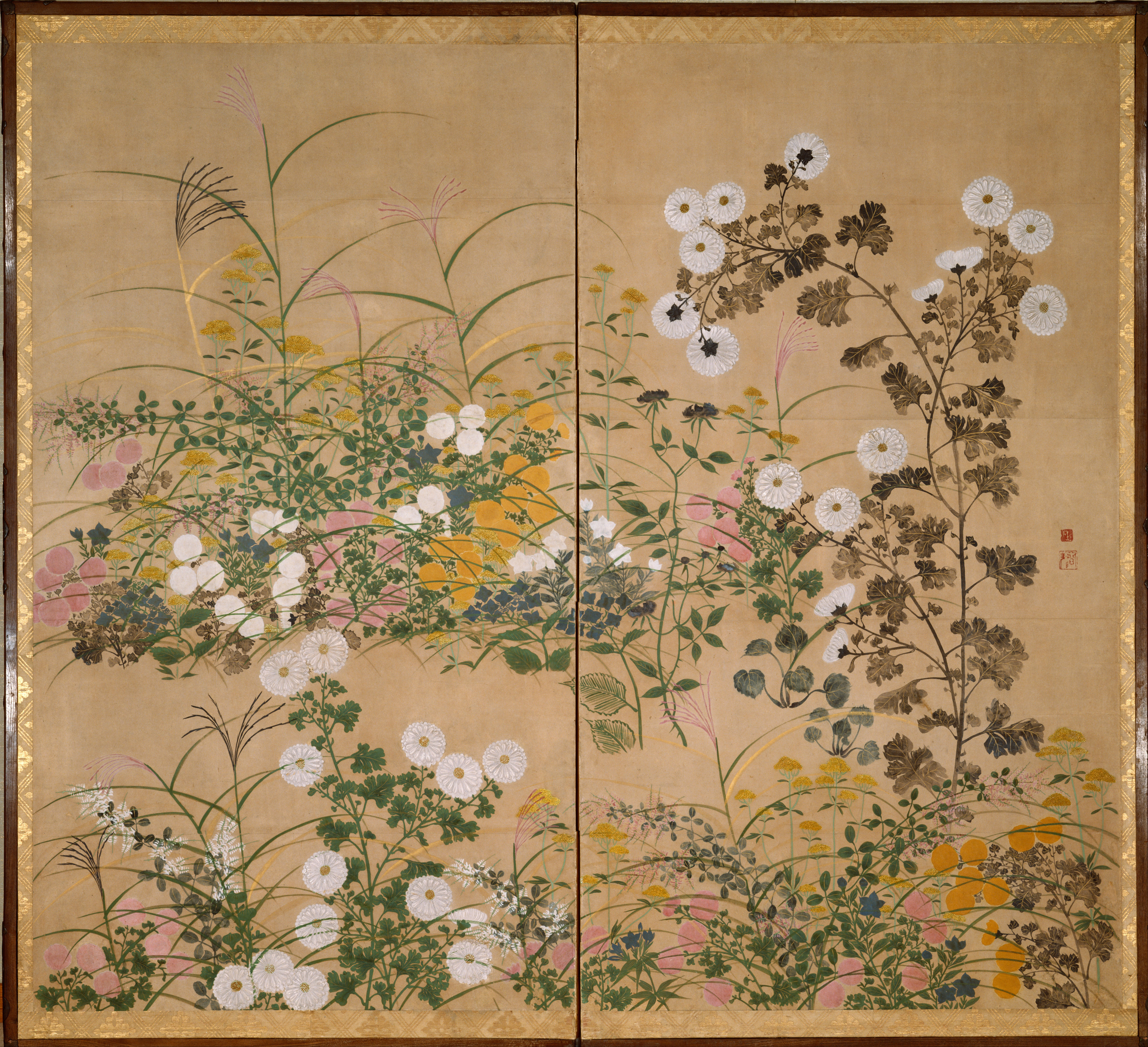
（認定物件の例）紙本著色秋草図 二曲屏風 尾形光琳筆 サントリー美術館蔵 1935年5月10日認定

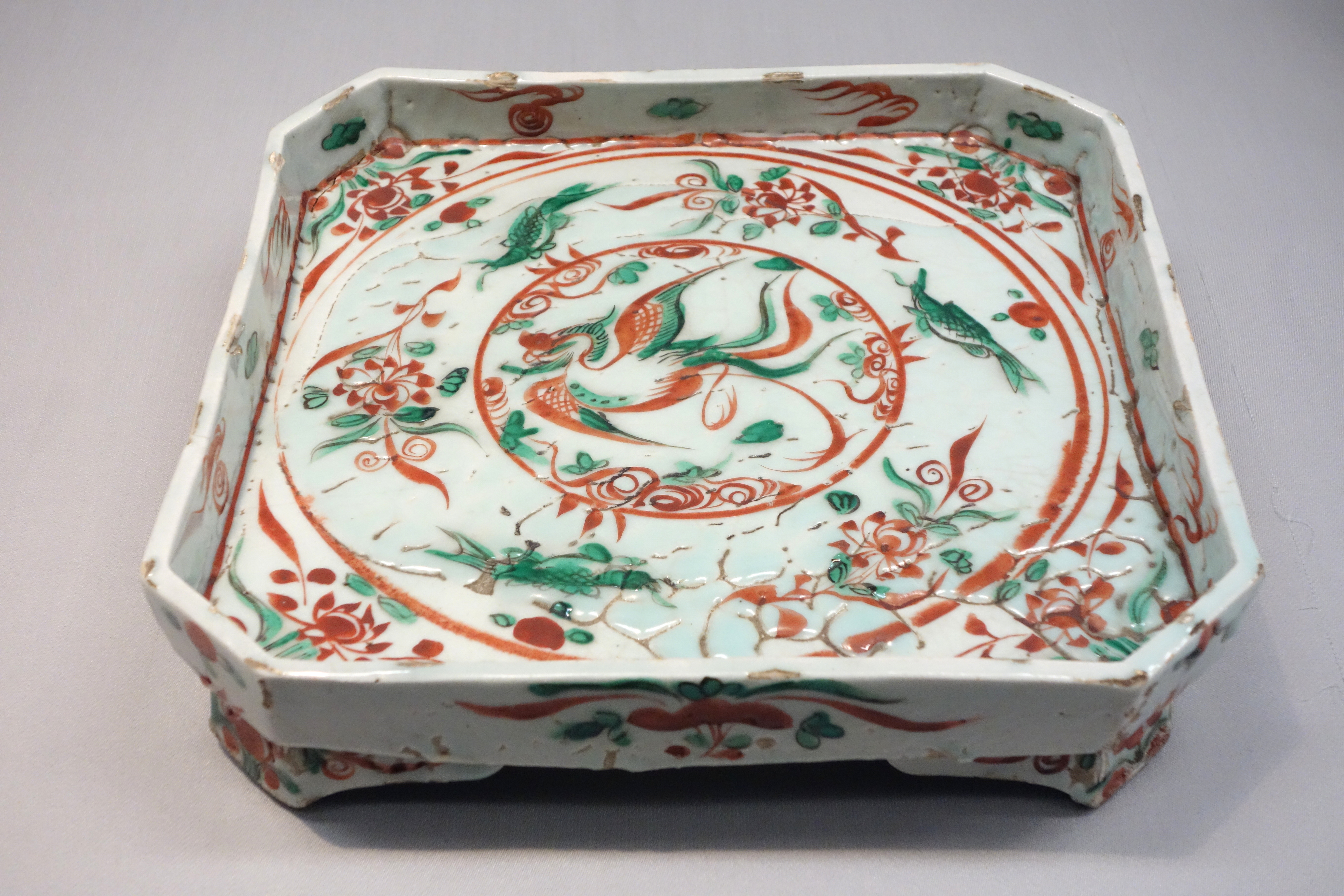
（認定物件の例）色絵飛鳳文隅切膳 伝・奥田頴川作 東京国立博物館蔵 1935年5月10日認定

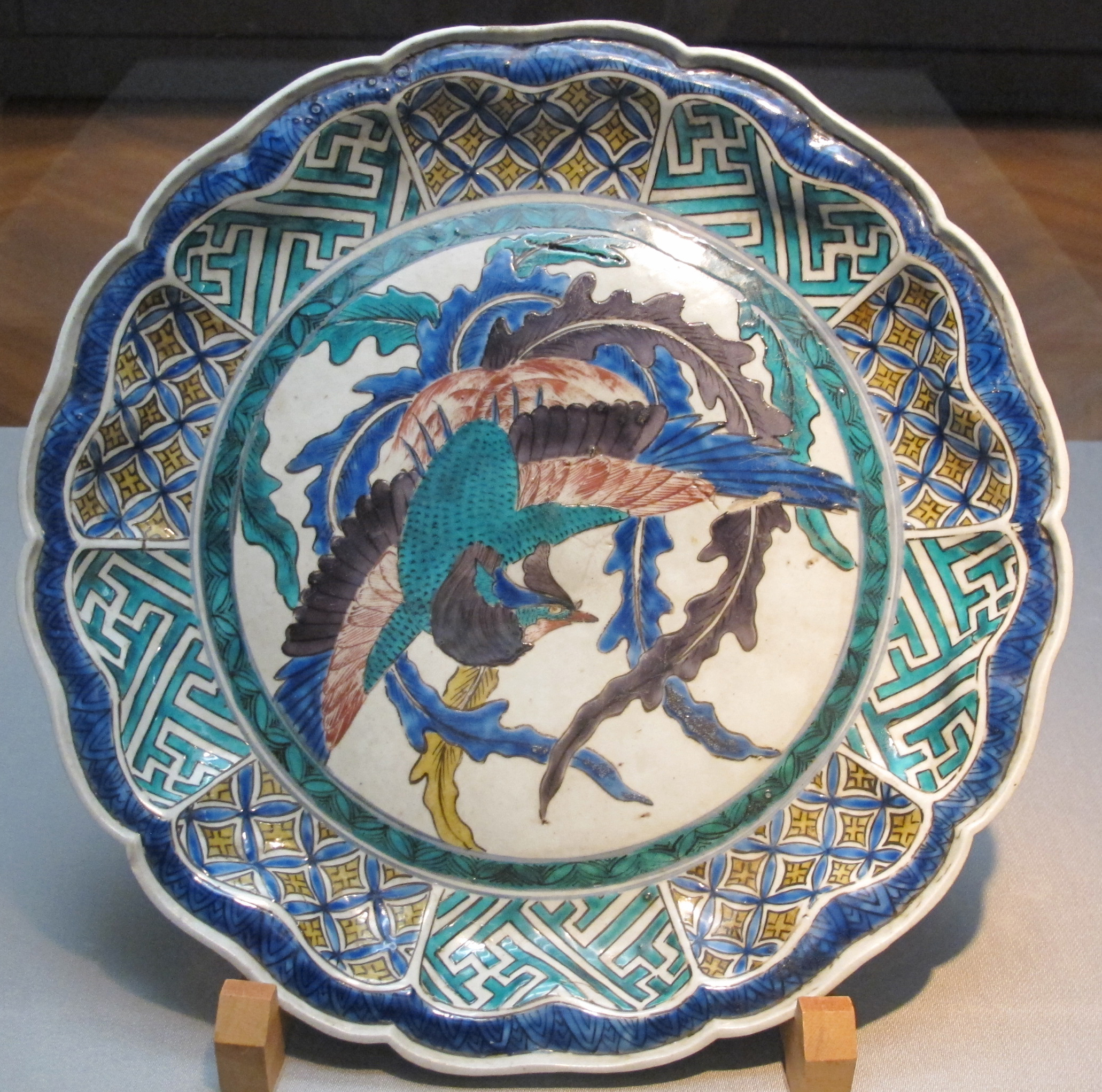
（認定物件の例）色絵飛鳳図輪花大皿（伊万里・古九谷様式）東京国立博物館蔵 1935年9月4日認定

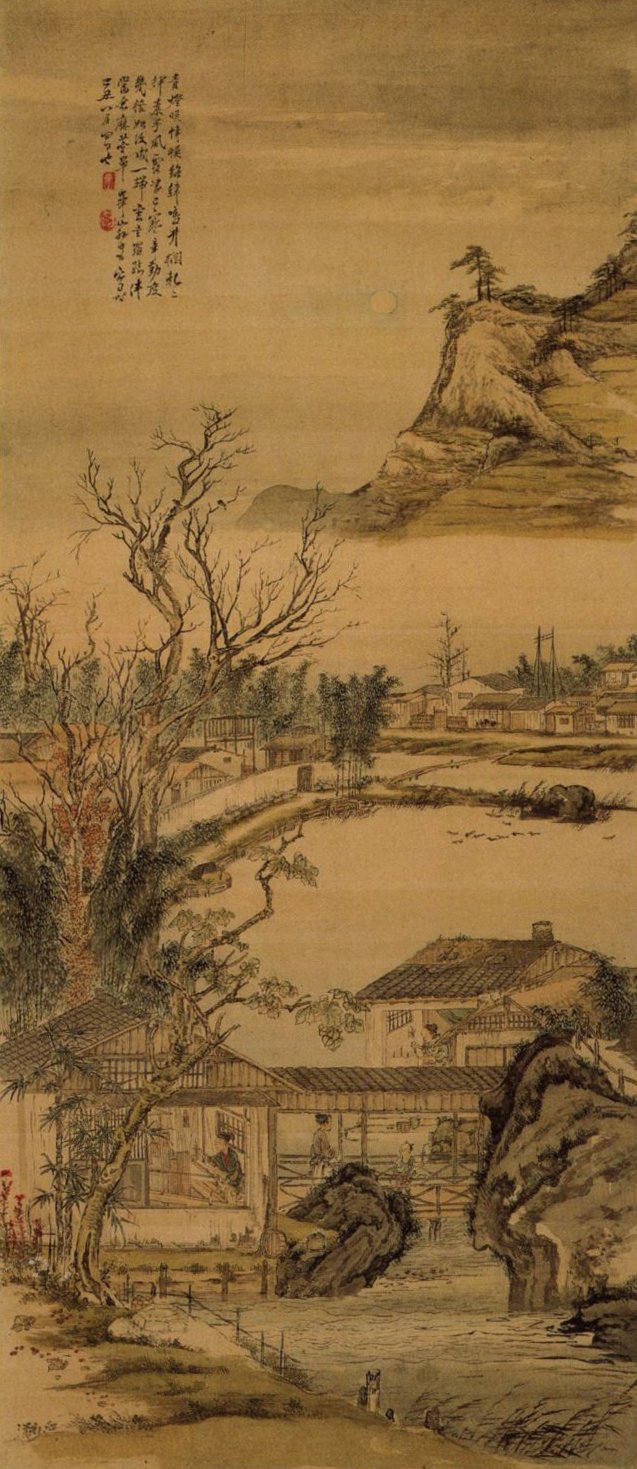
（認定物件の例）絹本著色月下鳴機図 渡辺崋山筆 己丑年（1841年） 静嘉堂文庫美術館蔵 1933年7月25日認定

重要美術品（じゅうようびじゅつひん）は、文化財保護法施行以前、「重要美術品等ノ保存ニ関スル法律」に基づき日本国政府（文部大臣）が、日本国外への古美術品の流出防止を主目的として認定した有形文化財のことである。

## 重要美術品認定開始の経緯
1921年（大正10年）、日本の絵巻物の代表作の1つである吉備大臣入唐絵巻が、海外へ流出した（同絵巻は現在、アメリカ合衆国・ボストン美術館所蔵）。このことをきっかけとして、日本の古美術品の海外流出を防止するための法整備の必要性が論議されるようになった。当時も、国宝（当時の古社寺保存法に基づく「国宝」は、文化財保護法における「重要文化財」に相当）指定物件については、日本国外への持ち出しは禁止されていたが、未指定文化財については、国外への持ち出しを禁ずる法的根拠はなかった。
そこで、1933年（昭和8年）に「重要美術品等ノ保存ニ関スル法律」が制定された。この法律によれば、歴史上または美術上特に重要な価値のある物件の海外輸出には文部大臣の許可を要することとされ、許可を要する物件は、文部大臣が認定し、官報に告示することとなった。この法律に基づいて認定され、官報に告示された物件を「重要美術品等認定物件」または「重要美術品」と称し、略して「重美」と称している。なお、重要美術品については「指定」と言わず、一貫して「認定」の語が用いられている。

## 認定物件の概要
重要美術品等認定物件は、「重要美術品等ノ保存ニ関スル法律施行規則」（昭和8年4月1日文部省令第10号）第1条により、絵画・彫刻・建造物・文書・典籍・書跡・刀剣・工芸品・考古学資料の概ね9分野より認定されることとなっていたが、当時の国宝指定物件（文化財保護法における「重要文化財」に相当）に比して、いくつかの際立った特色がある。まず、国宝指定物件は社寺の所有品が大部分であるのに対し、重要美術品等認定物件は圧倒的に個人の所蔵品が多い。また、重要美術品等認定物件は、分野的には、刀剣、浮世絵、古筆（主として平安～鎌倉期の筆跡を指す）、宸翰（しんかん：天皇の筆跡）など、いくつかの特定分野の物件の認定が際立って多いのも特色である。美術品の海外流出防止ということを第一義に、迅速に認定作業が進められたことも、特定分野に認定品が偏っていることの一因とされている。美術品の海外流出を防止するための緊急措置として認定されたため，その価値が定まっていないものも多数混入することになった。
なお、制作から50年を経ていない美術品は認定対象となっておらず、たとえば明治天皇の書などは1件も認定されていない。また、当時その価値が一般にはほとんど認識されていなかった民芸品、円空仏、木喰仏などは認定の対象になっていない。一方で、第二次大戦後の文化財保護法では指定の対象となっていない西洋絵画がわずかながら重要美術品等認定物件となっていることは注目される。たとえば、大原美術館所蔵品のうち、エル・グレコ『受胎告知』をはじめ、ミレー、モロー、ピュヴィス・ド・シャヴァンヌ（2点）、ピサロを含む6点の西洋絵画が1934年、重要美術品に認定されている。
重要美術品の認定は、1933年7月25日に504件が認定されたのが最初である。その後、認定作業は戦時色濃い世相のなかで淡々と進められ、第二次大戦終結直前の1945年8月4日にも200件以上の重要美術品が認定されている。最後に重要美術品認定の告示が出されたのは1949年（昭和24年）5月28日で、この時にも200件以上が認定されている。
1950年（昭和25年）の文化財保護法施行の時点において、認定の効力を保っていた重要美術品は約8,200件であった。なお、正確な認定件数については、資料によって若干の差があり、正確な件数は未詳である。

## 文化財保護法施行後の重要美術品

### 重要文化財への「格上げ」指定等
1950年の文化財保護法施行をもって、旧「重要美術品等ノ保存ニ関スル法律」は廃止された。しかし、旧「重要美術品等ノ保存ニ関スル法律」によって認定された物件については、文化財保護法施行後も、同法附則の規定に基づき、当分の間その認定効力を保つこととされている。重要美術品の認定が取消されるのは、（1）重要美術品等認定物件が重要文化財に「格上げ」指定された場合と、（2）重要美術品等認定物件の海外輸出が許可された場合の2つに限られている。
1950年以降、文化財保護法に基づき指定された重要文化財には、国の指定・認定を受けていなかった文化財から指定されたものと、重要美術品認定物件を重要文化財に「格上げ」指定したものとが存在する。重要文化財指定時の官報告示においてはこれら2種類を厳密に区分しており、どの文化財が旧重美であるかは告示から明らかに知ることができる。
重要美術品等認定物件については、第二次大戦後の混乱期に所在不明となったもの、写真やデータの残っていないもの等も多い。

### 国宝になった重要美術品
第二次大戦後に重要美術品から重要文化財を経て国宝に指定された物件もある。五島美術館蔵の国宝・源氏物語絵巻は、実業家益田孝（鈍翁）の旧蔵で、1935年5月20日に重要美術品に認定、1952年3月29日付（官報告示は同年10月16日）で重要文化財、同日付で国宝に指定された。平安仏画の代表作である奈良国立博物館蔵の国宝・絹本著色十一面観音像は井上馨及び益田孝の旧蔵で、1935年5月20日に重要美術品に認定、戦後は別の個人の所有となり、長らく重要美術品のままであったが、1992年に重要文化財、1994年に国宝に指定された。

### 現状
「重要美術品等ノ保存ニ関スル法律」の廃止後も「当分の間」その認定効力を保つとされていた重要美術品は、法律廃止後半世紀が経過した現在でも重要文化財に格上げにならなかったものの大部分が認定効力を保ち続けている。文化庁は今後重要美術品の調査を行い、重要文化財への格上げか指定取り消しのいずれかを推進することとしているが、これまでもたびたび問題になりながらも実行されておらず、実現できるかは不透明である。
重要美術品等認定物件のうち、海外への輸出が許可されて、認定を取消されたものは、1950年から2008年（平成20年）までの間に計25件ある。2016年には2015年に認定が取り消された黒田家伝来の旧安宅コレクションの油滴天目が米国クリスティーズオークションにおいて12億円で落札された。2008年現在、旧「重要美術品等ノ保存ニ関スル法律」による認定の効力を有する物件は、6千数百件と推定される。なお、厳密な件数については、文化庁から公式の目録や図録が公表されていないため未詳である。